# Casas de Millán
Casas de Millán ist ein westspanischer Ort und eine Gemeinde mit 564 Einwohnern (Stand: 2024) in der Provinz Cáceres in der Autonomen Region Extremadura.

## Lage und Klima
Der ca. 490 m hoch gelegene Ort Casas de Millán liegt etwa auf halbem Weg zwischen den Städten Plasencia und Cáceres (jeweils ca. 45 km Fahrtstrecke); die Bischofsstadt Coria ist nur etwa 30 km in nordwestlicher Richtung entfernt. Das Klima ist gemäßigt bis warm; Regen (ca. 750 mm/Jahr) fällt überwiegend im Winterhalbjahr.

## Bevölkerungsentwicklung
| Jahr      | 1857 | 1900 | 1950 | 2000 | 2021 |
| Einwohner | 1437 | 1611 | 2053 | 809  | 556  |

Die Mechanisierung der Landwirtschaft sowie die Aufgabe bäuerlicher Kleinbetriebe haben in Bezug auf die Einwohnerzahl der Gemeinde nachteilige Folgen gehabt.

## Wirtschaft
Das Gemeindegebiet besteht größtenteils aus landwirtschaftlich genutzten Flächen, wobei sowohl Ackerbau als auch Viehzucht von Bedeutung sind. Olivenbäume und sogar Wein werden ebenfalls angebaut. In den letzten Jahrzehnten des 20. Jahrhunderts ist der Tourismus in Form der Vermietung von Ferienhäusern und -wohnungen (Casas rurales) als Einnahmequelle hinzugekommen.

## Geschichte
Auf dem Gemeindegebiet wurden römische und westgotische Spuren entdeckt; die Mauren hinterließen keine Zeugnisse ihrer Anwesenheit. Die Region um Cáceres wurde endgültig erst in den Jahren um 1230 von König Alfons IX. von León zurückerobert (reconquista). Er gab den Ort zunächst in die Hände des Santiagoordens (siehe Wappen), später jedoch übernahmen Zivilpersonen die Macht.

## Sehenswürdigkeiten
- Die Kirche San Nicolas de Bari mitsamt ihrem Schnitzaltar entstammen der Mitte des 16. Jahrhunderts. Der Schnitzaltar enthält mehrere Gemälde mit Szenen aus der Passion Christi.[4]
- Mehrere Kapellen (ermitas) bereichern das Ortsbild.

Umgebung
- In die Außenwände der ca. 5 km südöstlich gelegenen Ermita de Nuestra Señora de Tebas sind zwei spätrömisch-frühchristliche Stelenfragmente eingelassen.[5]

## Persönlichkeiten
- Gabriel Trejo Paniagua (1562–1630), spanischer Kardinal
- Miguel del Barco (1706–1790), Jesuitenmissionar in Niederkalifornien, Mexiko